# Rock Until You Drop
Rock Until You Drop är den brittiska heavy metal-gruppen Ravens debutalbum släppt 1981.
"Hellraiser/Action" är covers på två Sweet-låtar.

## Låtlista
Alla låtar skrivna av Gallagher/Hunter, om inget annat anges.
1. "Hard Ride" – 3:10
2. "Hell Patrol" – 4:43
3. "Don't Need Your Money" – 3:22
4. "Over the Top" – 3:51
5. "39-40" – 0:51
6. "For the Future") – 4:04
7. "Rock Until You Drop" – 4:02
8. "Nobody's Hero" – 3:50
9. "Hellraiser/Action" (Chinn, Chapman, Scott, Connolly, Priest, Tucker) – 4:21
10. "Lambs to the Slaughter" – 3:51
11. "Tyrant of the Airways" – 7:16
Bonusspår på den remastrerade CD-utgåvan
12. "Wiped Out" - 4:30
13. "Crazy World"  - 3:57
14. "Inquisitor" - 3:53